# Kennel Club Chile
Kennel Club Chile (KCC) är Chiles nationella kennelklubb som är en av medlemsorganisationerna i den internationella kennelfederationen Fédération Cynologique Internationale (FCI). Den är de chilenska hundägarnas intresse- och riksorganisation och för nationell stambok över hundraser. Organisationen grundades 1935.